# Miagrammopes caudatus
Miagrammopes caudatus là một loài nhện trong họ Uloboridae.
Loài này thuộc chi Miagrammopes. Miagrammopes caudatus được Eugen von Keyserling miêu tả năm 1890.